# Accès discriminatoire au logement
L'accès discriminatoire au logement est une forme de discrimination qui touche un individu (ou une famille) lorsqu'il est traité de façon inéquitable pendant qu'il transige un logement (achat, location de, location à, vente ou emprunt) parce qu'il présente certaines caractéristiques, telles son appartenance ethnique, sa classe sociale, son sexe, sa religion, sa nationalité antérieure ou son statut familial,.
Ce type de discrimination peut être à la source d'inégalités locatives et spatiales, ainsi que de la ségrégation raciale qui, à leur tour, amplifient l'inégalité de richesses entre certains groupes. Aux États-Unis, l'accès discriminatoire au logement commence après l'abolition de l'esclavage lorsqu'une loi fédérale entre en vigueur, mais elle a été rendue illégale par la suite. Néanmoins, des recherches ont démontré que cette discrimination s'est poursuivi jusqu'à aujourd'hui.